# 93
Het jaar 93 is het 93e jaar in de 1e eeuw volgens de christelijke jaartelling.

## Gebeurtenissen

### Italië
- Keizer Domitianus verscherpt de toezicht op het innen van belasting en vervolgt de christenen wegens belastingontduiking.
- Arulenus Rusticus wordt door Domitianus ter dood veroordeeld, vanwege een panegyriek (lofrede) op zijn vriend Thrasea.

## Overleden
- 23 augustus - Gnaeus Julius Agricola (53), Romeins consul en veldheer
- Arulenus Rusticus, Romeins consul en filosoof
- Herennius Senecio, Romeins filosoof en schrijver